# 熱水泉

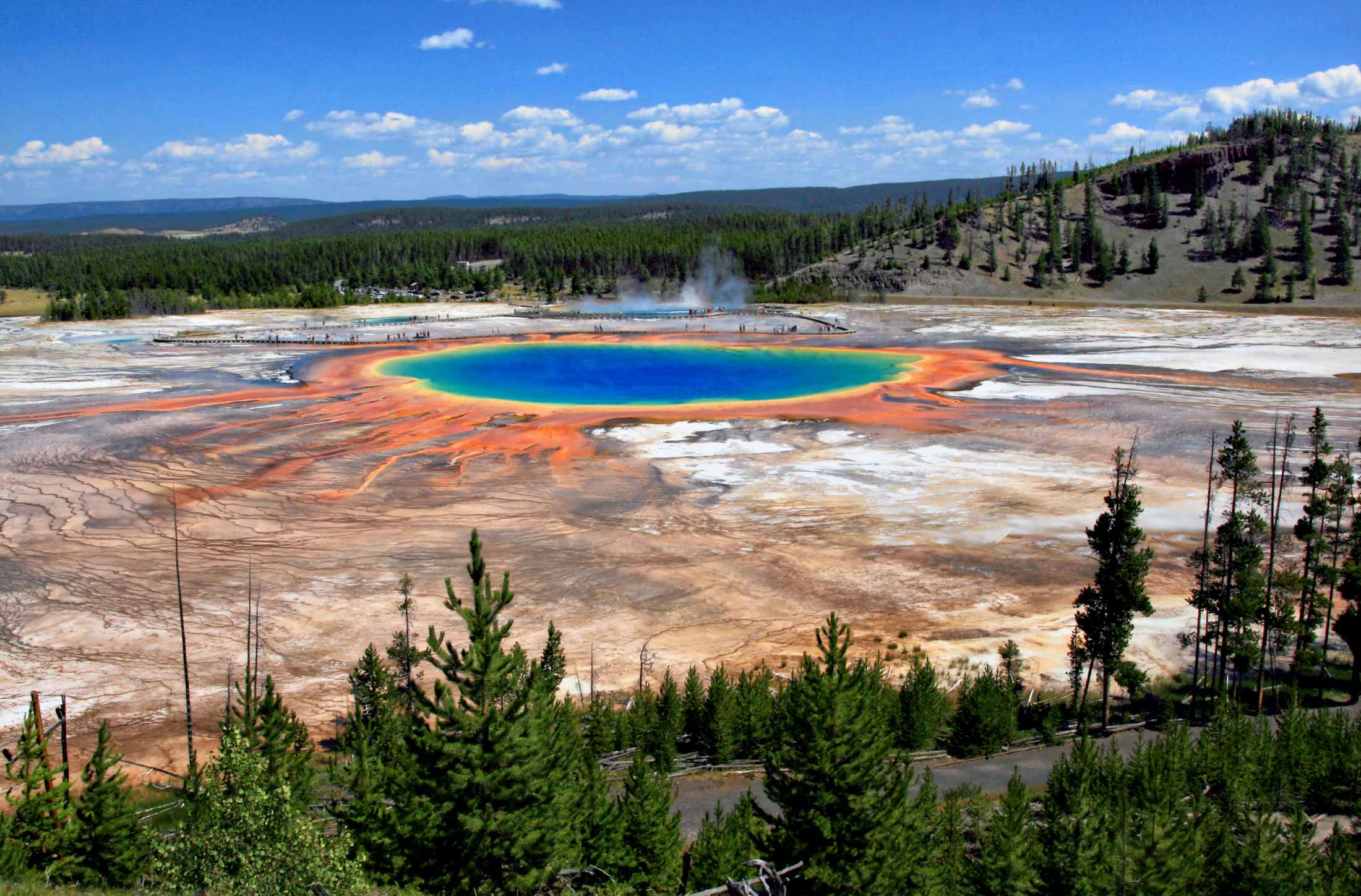
イエローストーン公園にあるグランド・プリズマティック・スプリングとミッドウェイ・ガイザー・ベイスン

熱水泉（ねっすいせん、英語: Hot Spring）は、泉のうち、特に高温の熱水が湧出する泉を指す言葉である。Hot Spring という単語はしばしば日本の温泉の英語訳としても用いられるが、いうなれば源泉に特化した訳である。

## 定義

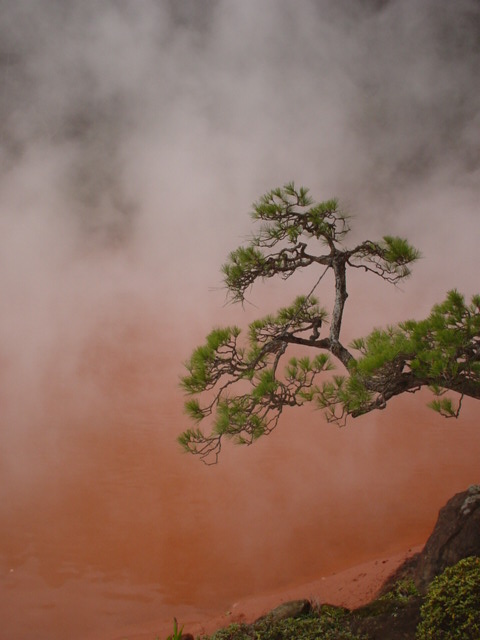
日本の別府温泉の"血の池地獄"

一般的に認められた熱水泉の定義はない。 たとえば、以下のような定義がある。
- 地熱で暖められた水がわき出す泉
- 周囲より高温の水がわき出す泉[1]
- ヒトの平熱(36.5〜37.5℃）より高温の水がわき出す泉[2][3][4]
- 21.1℃より高温の水がわき出す泉[5][6][7][8]
- 湧出地点の平均気温より8.3℃高温の水がわき出す泉
- 36.7より高温の水が自然にわき出す泉
- 50°C以上の水温がわき出す泉[9]

日本では温泉は温泉法と環境省の鉱泉分析法指針で定義されている。

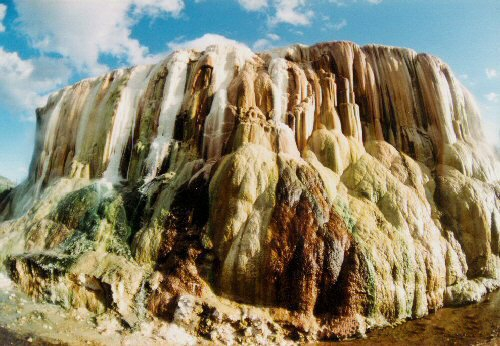
アルジェリアのゲルマにある熱水泉

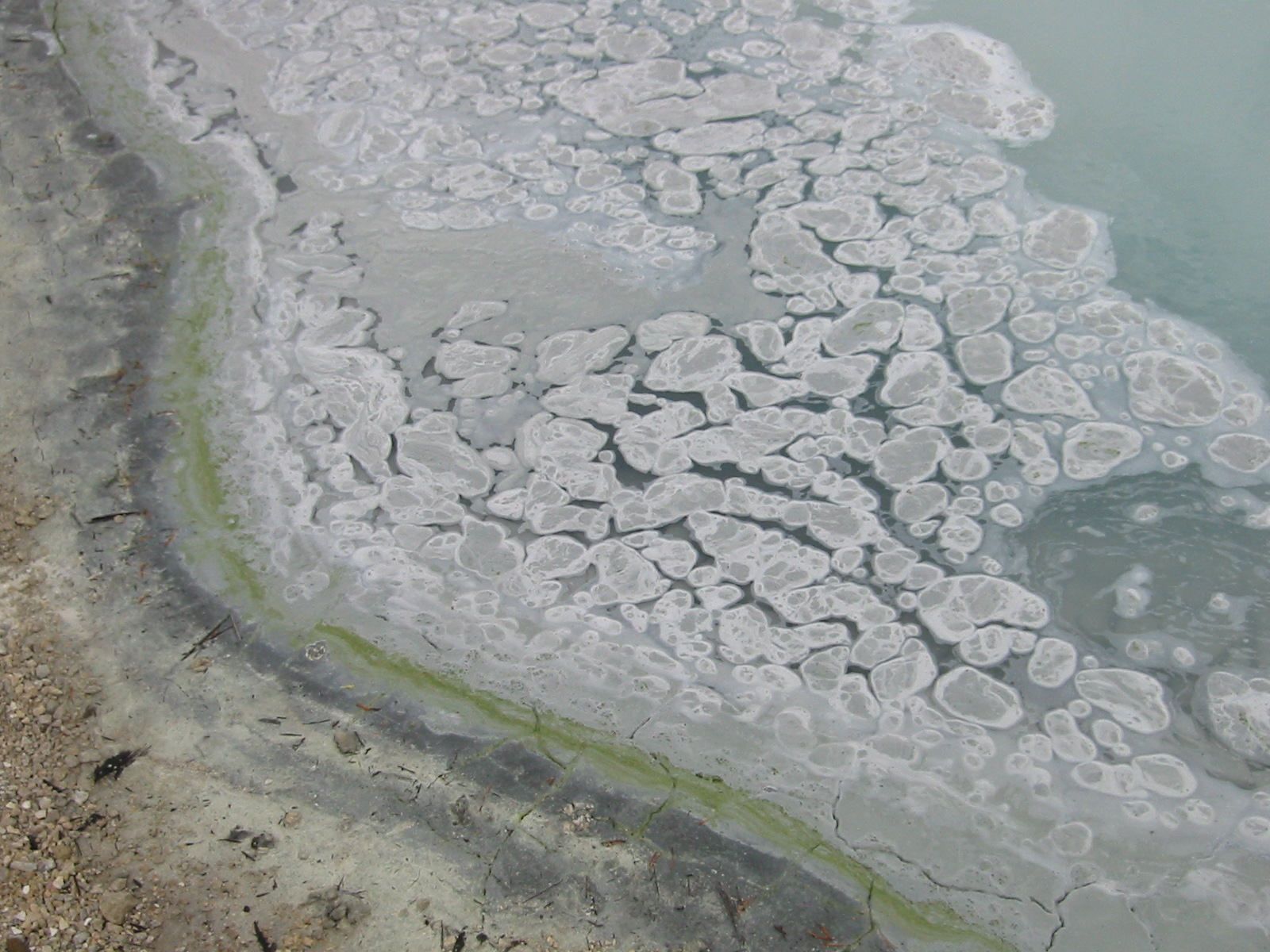
ラッセン火山国立公園の熱水泉

## 熱源
熱水泉から出る水は基本的に地球内部の地熱によって加熱される。一般に、地中の岩石の温度は深度とともに上昇する。深度に伴った温度上昇率は地温勾配という。水が地殻の充分深いところまで浸透すれば熱い岩と接触して加熱される。火山地帯以外の熱水泉の水はこのようにして熱されている。例えばイエローストーン国立公園のような火山帯で、水はマグマと触れて加熱される。マグマ付近の温度勾配が高いところでは、水は沸騰するか過熱となるほどに熱されることがある。水がかなりの高温で蒸気圧が高まり地面から高く噴出すれば間欠泉と呼ばれ、蒸気として地表に到達するだけならば噴気孔と呼ばれる。そして泥や粘土が混じっていれば泥水泉（Mudpot マッドポット）と呼ばれる。ここで注意すべきことは火山帯の熱水泉の温度が多くの場合沸点かそれに近いということである。誤って、もしくは故意に熱水泉に入り、深刻な火傷を負ったり死んでしまった者もいる。熱水泉と冷たい湧水が混ざった結果、温泉となることがあるが地熱地帯から外れている場合もある。例としてジョージア州のウォームスプリングスが挙げられる（米大統領フランクリン・ルーズベルトが対麻痺の理学療法のために頻繁に訪れ、この地にリトルホワイトハウスを建てた）。

## 流量の多い熱水泉

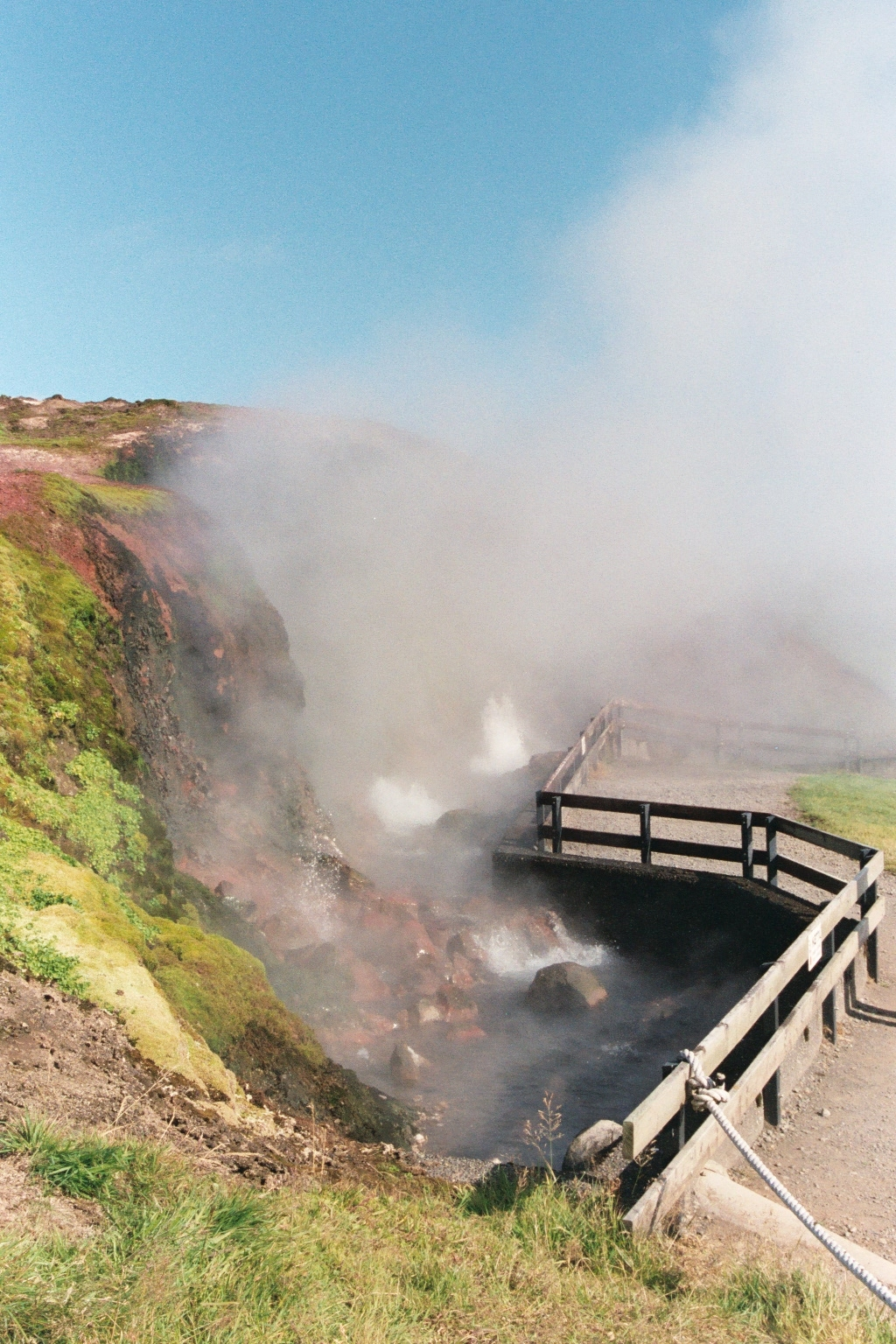
アイスランドのデイルダル。世界最大の涌出量があるといわれる

- イエローストーン国立公園にあるエクセルシオールガイザーは4000ガロン/分（約252リットル/秒）の涌出量がある。
- サウスダコタ州のエバンスプランジホットスプリングスは5000ガロン/分の涌出量がある。湧き出る温水は87℃である。 1890年に建てられプランジは、世界最大の天然温水の屋内プールである。
- アーカンソー州の47箇所のホットスプリングスの総涌出は35リットル/秒の涌出量がある。
- ニューメキシコ州の複合温泉は約99リットル/秒の涌出量がある。[10]
- アイダホ州のラバホットスプリングスは130リットル/秒の涌出量がある。
- コロラド州のグレンウッドスプリングスは143リットル/秒の涌出量がある。
- オーストラリア西部クイーンズランド州のエリザベススプリングスは158リットル/秒（19世紀後半）の涌出量があったが、現在は、約5リットル/秒しかない。
- アイスランドのデイルダルは180リットル/秒の涌出量がある。
- 日本の別府温泉は2850箇所から約1592リットル/秒（1箇所あたり0.56リットル/秒）の涌出量がある。
- 日本の九重温泉は303箇所から1028リットル/秒（1箇所あたり3.39リットル/秒）の涌出量がある。
- 日本の大分県では4762箇所から4437リットル/秒（1箇所あたり0.93リットル/秒）の涌出量がある。
- 日本の秋田県にある玉川温泉は150リットル/秒の涌出量がある。
- インドネシアのバジャワから南西8キロ（5.0マイル）のナゲの領域内に少なくとも熱水泉が3箇所ある。計453.6リットル/秒以上の涌出量がある。
- インドネシアのバジャワから北東18キロ（11マイル）に別の熱水泉が3箇所（メンゲルーダ、ワエバナ、ピガ）ある。計4450リットル/秒の涌出量がある
- オーストラリアのダルハウジー・スプリングスは1915年のピーク時では、23000リットル/秒以上（1箇所あたり325リットル/秒）の涌出量があった。現在はピーク時は17370リットル/秒以上（1箇所あたり約250リットル/秒）の涌出量である[11]。

## 治療的用法

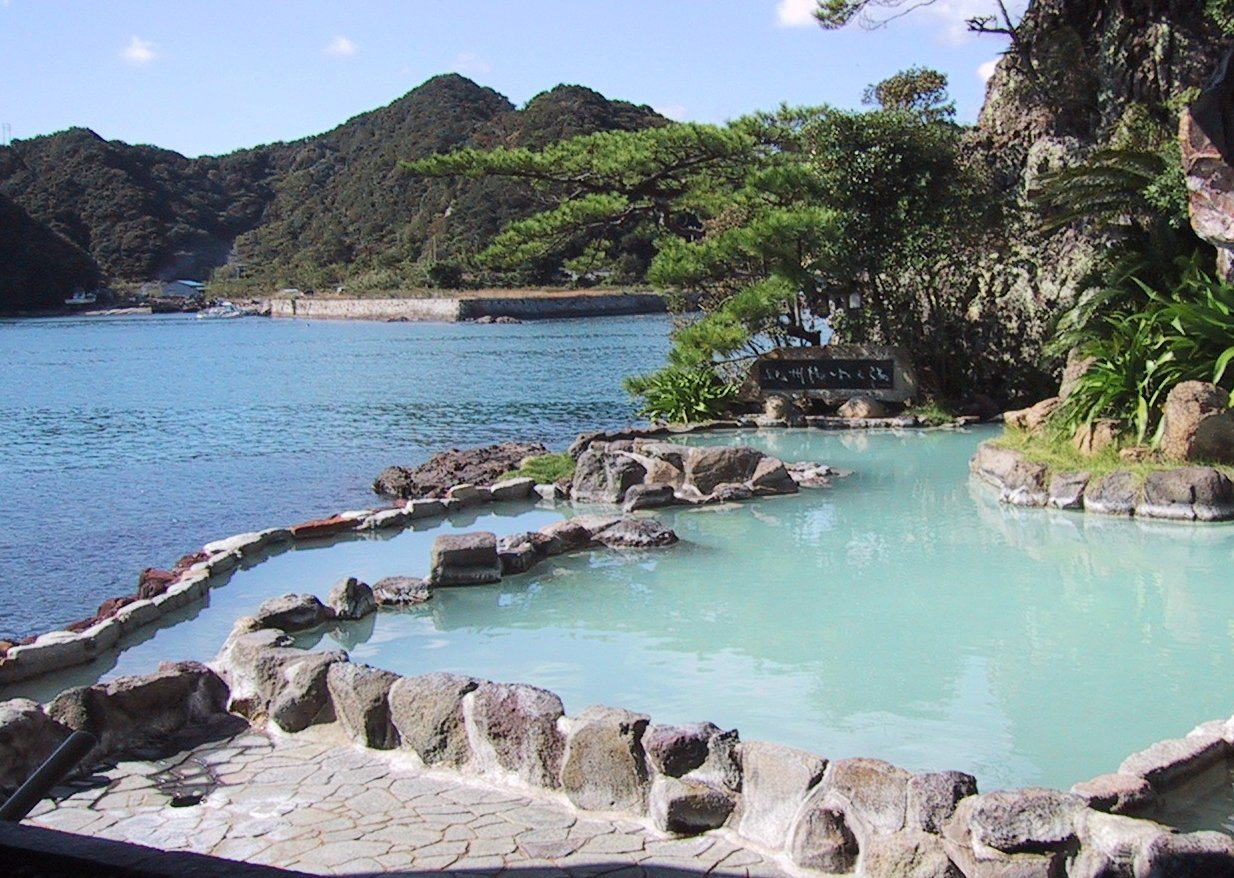
南紀勝浦温泉の外湯

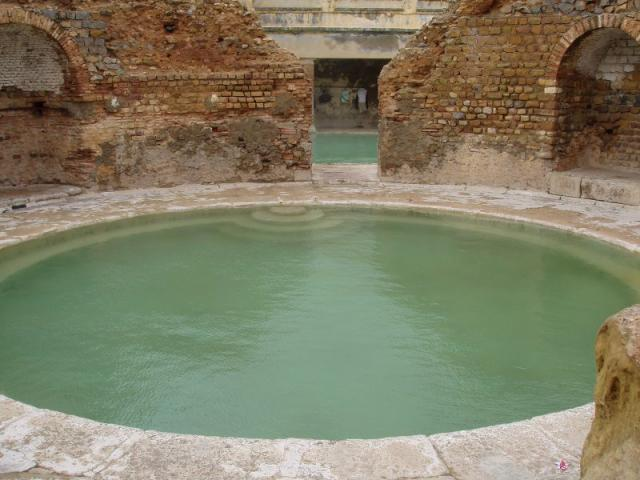
ローマのアルゲリアの熱水泉（Hammam Essalihine）

水は温度が上昇すると、多くの物質を溶かすことができるので、熱水泉から湧き出た温水は、単純カルシウムからリチウムやラジウムに至るまで多くの鉱物を含む。言い伝えで人体に健康をもたらす、あるいは怪我・病気の治療に効果があるといわれる熱水泉や医学的に効果が証明されたものもある。そのため、しばしば観光客に人気の観光地や、障碍者のためのリハビリテーション施設の場所となっている。
熱水泉で有名な国はアイスランド、ニュージーランド、チリ、ギリシアのイカリア島、日本が挙げられる。日本では、日本文化で重要な役割を担い、人気のある観光産業である。

## 熱水に生息する微生物
好熱菌は、比較的高い温度（45〜80°C）で繁栄する生物である 。 好熱菌は深海の熱水噴出孔と泥炭地や堆肥だけでなく熱水でも発見されている。

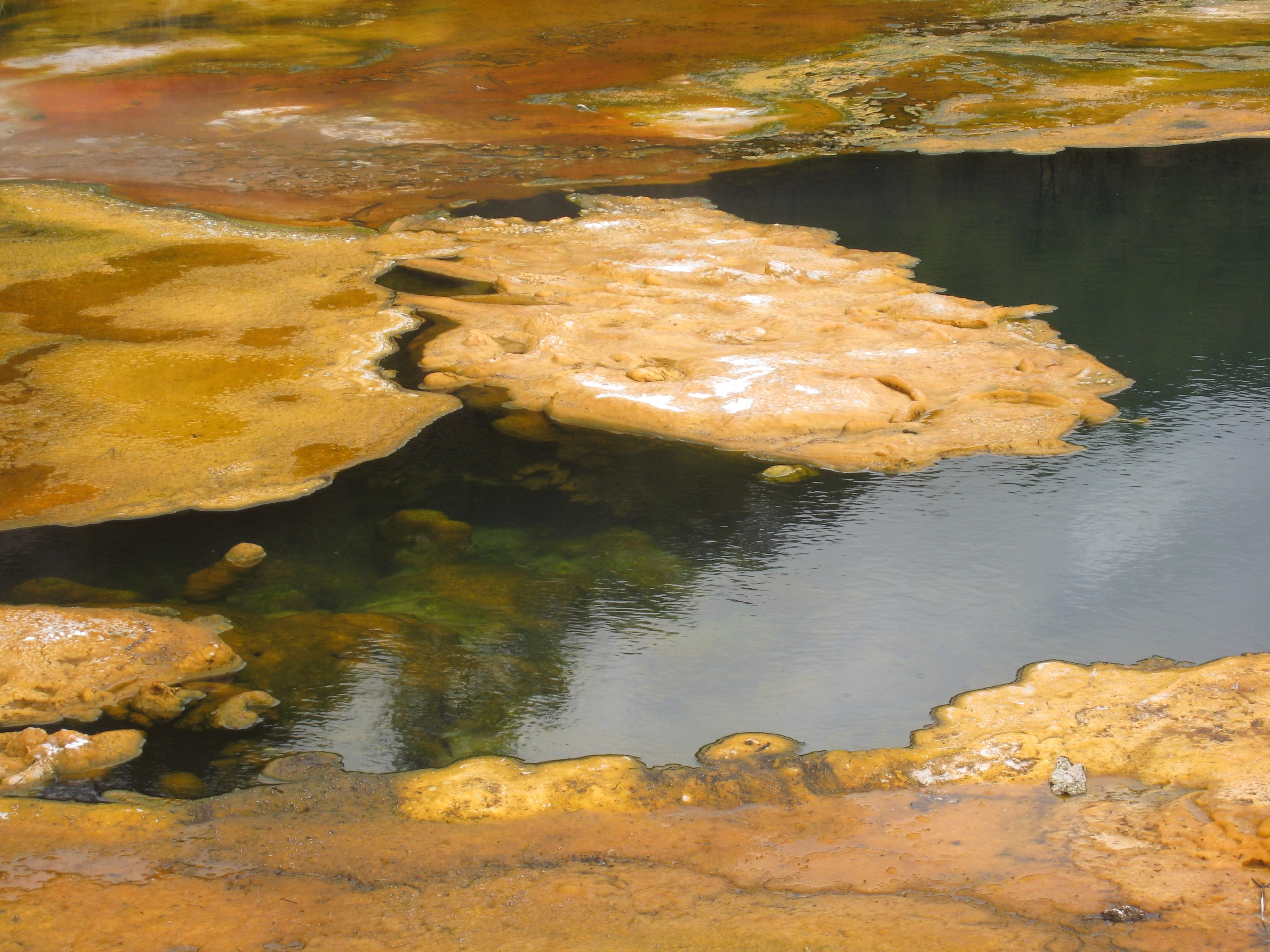
ニュージーランドの熱水泉で生育している藻類(Algal mat)

好熱菌の中には、ヒトへの感染するものもある。フォーラーネグレリア（アメーバの一種）は 、世界的に暖かい水や土壌に住んでいて、髄膜炎を引き起こす原因となっている 。 このアメーバが鼻腔を通って脳に入り、死亡に至ったケースが数例ある。アメリカ疾病予防管理センターによると、アカントアメーバは、熱水泉を介して広がる性質がある。
- レジオネラ菌は熱水泉を介して拡散される[18][19]。
- イタリアのポッツオーリのような水温87〜93℃で、かつpH値1.5と酸性度の強い環境からでもウイルスが収集された。 これらのウイルスは、実験室で細胞に感染することが観察された[20]。

## 世界の熱水泉

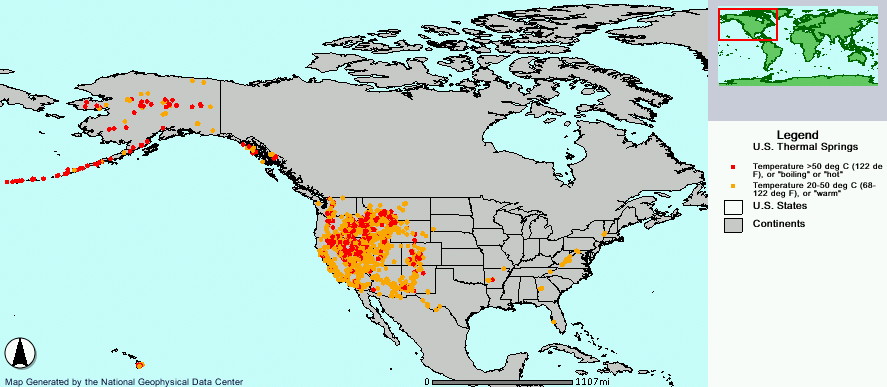
アメリカの熱水泉の分布

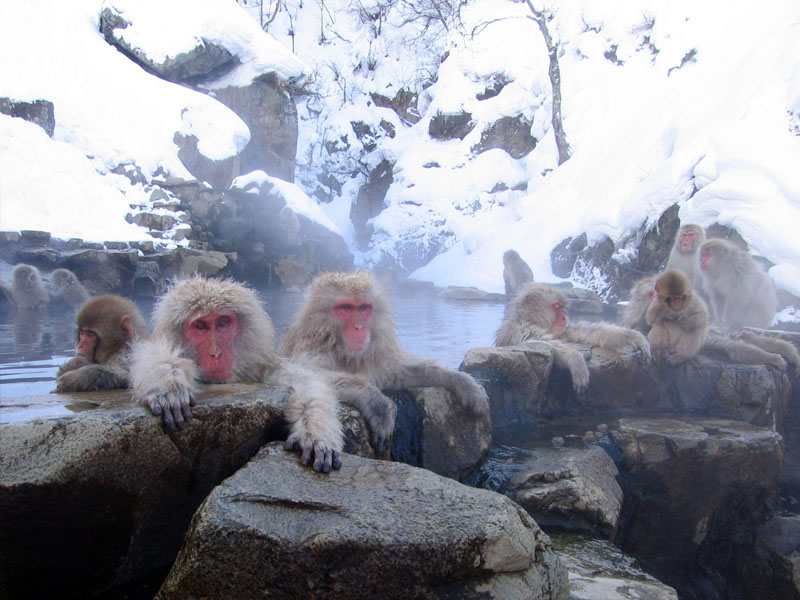
地獄谷温泉のサルの入浴光景

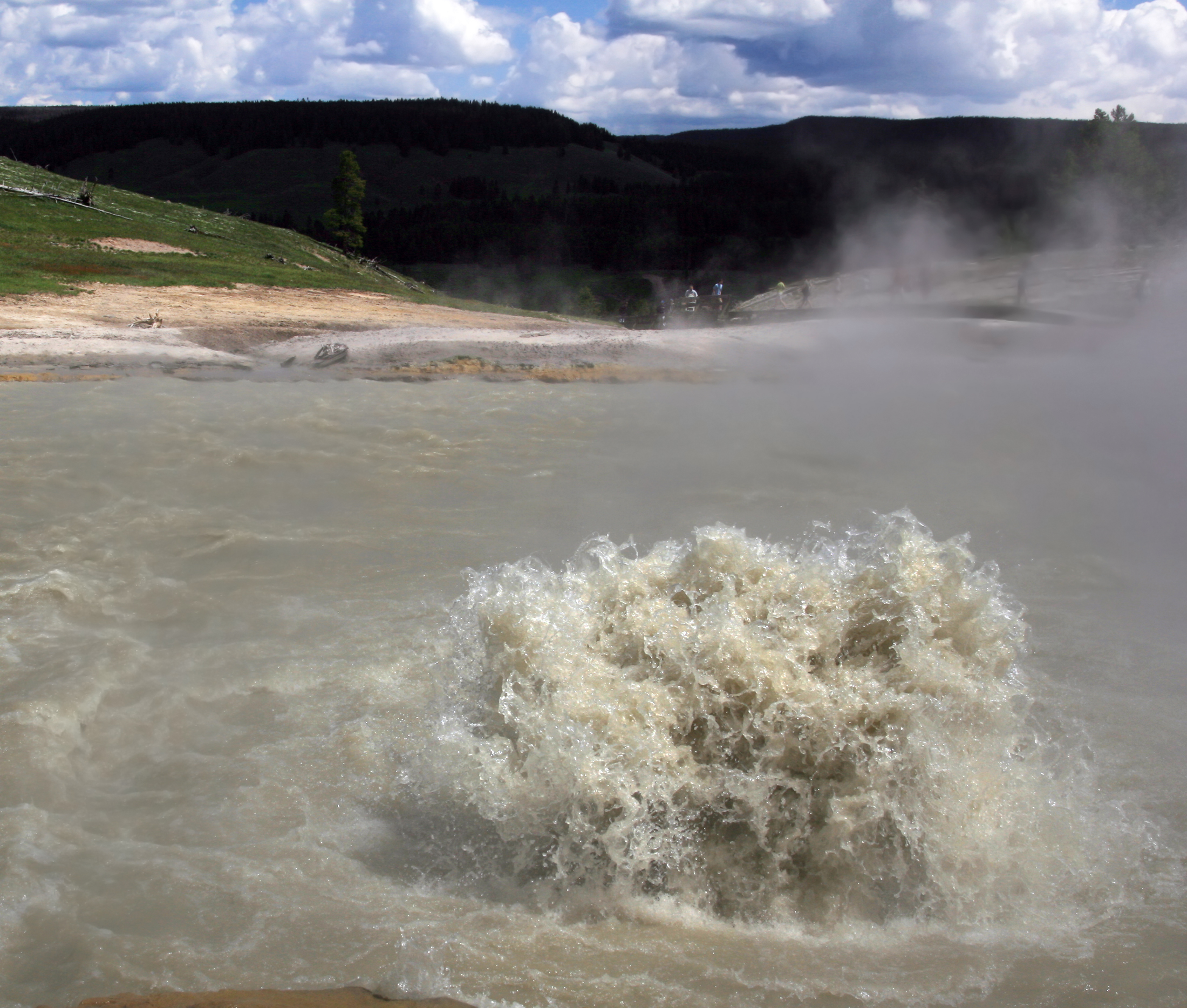
イエローストーン国立公園のチャーニングカルドロン

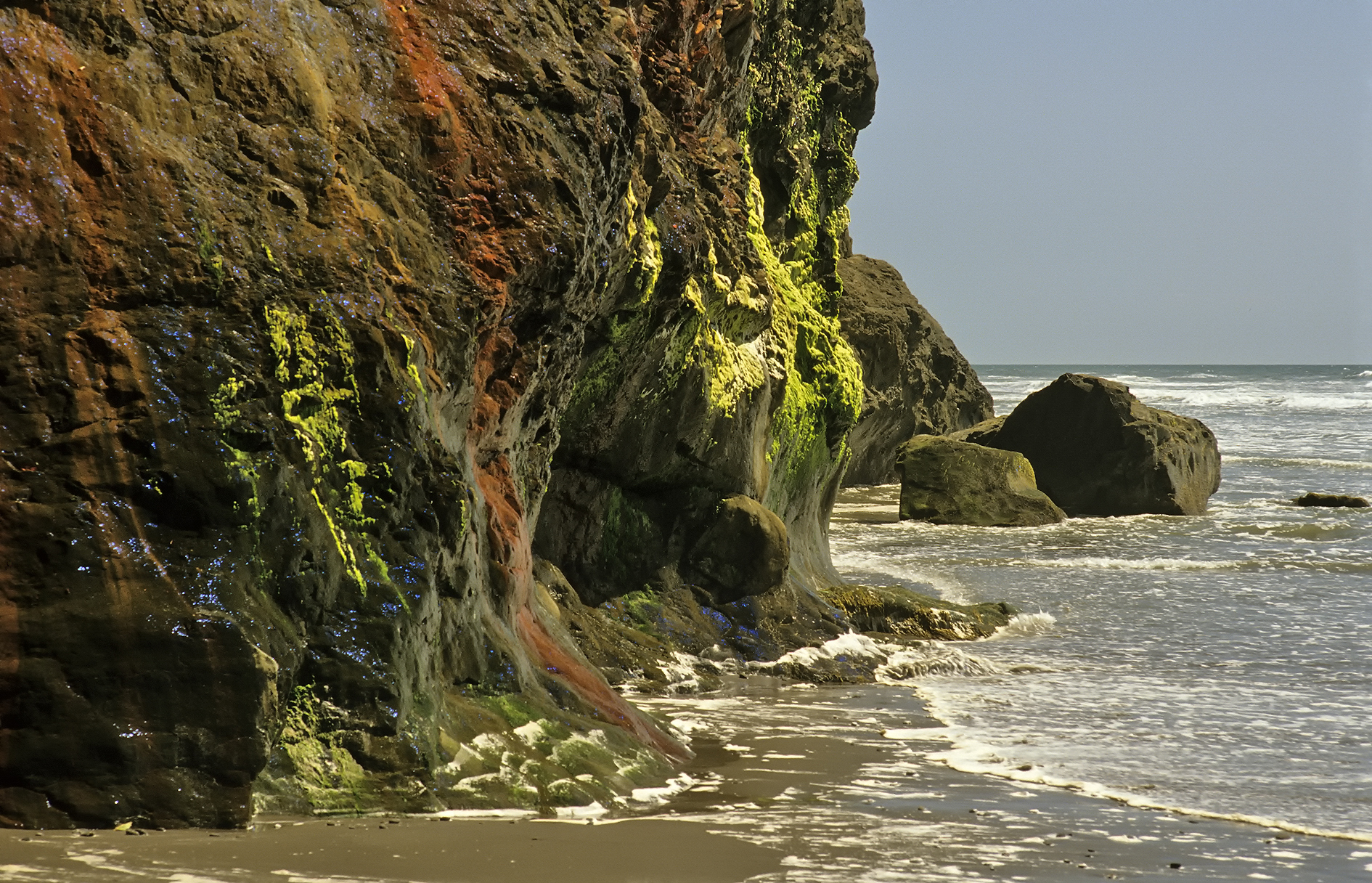
アメリカワシントン州オリンピック国立公園内にある熱水泉

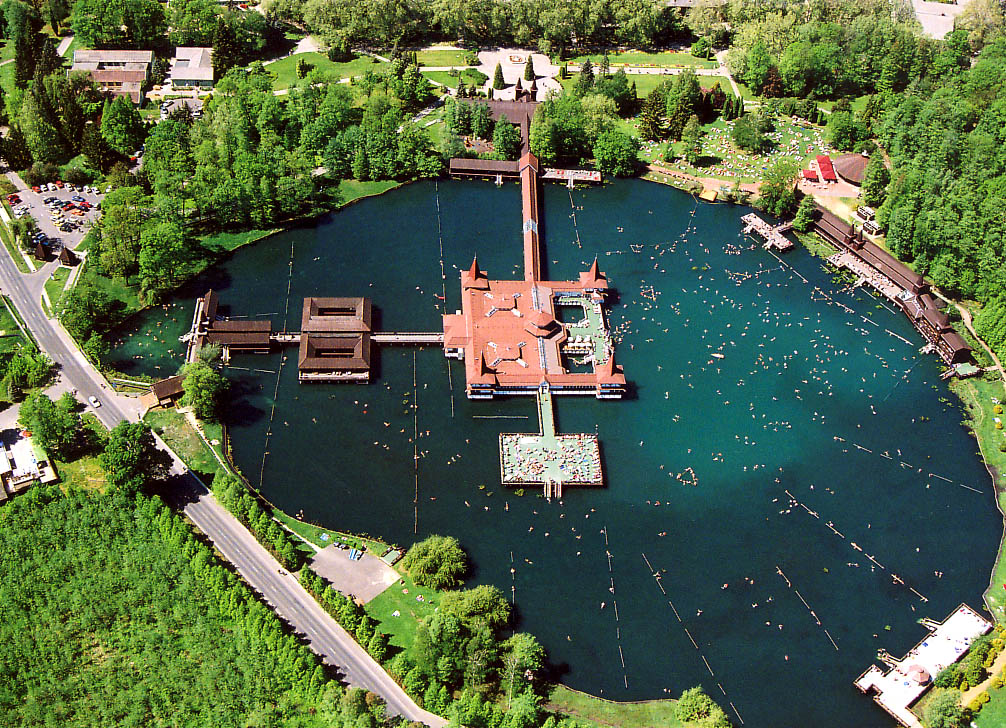
ハンガリー共和国のヘーヴィーズ湖。ヨーロッパで最も温度の高い熱水泉

中国、コスタリカ、アイスランド、イラン、ニュージーランド、ペルー、米国、台湾、日本は熱水泉がある国として知られているが、他の多くの場所にも存在している。
- ニュージーランドのワイマング火山渓谷（英語版）にあるフライング・パン湖（英語版）。世界最大の熱水泉である。
- ドミニカ国のボイリング湖（英語版）。 世界で二番目に大きい熱水泉である。
- フィリピンのカラミアン諸島、ブスアンガ島にあるマキニット温泉は、塩分の濃い熱水泉として知られている。
- アイスランドのゲイシール（Geysir）は "間欠泉（英語でgeyser）"という言葉の語源となっている。
- コスタリカのグアナカステ州のリンコン・デ・ラ・ビエハ火山国立公園（英語版）では、種類の異なる熱水泉（硫黄泉と火山泥スプリングス）があることで有名な地である。
- ベルギーのスパという町は 温泉を表す"スパ "の語源となった。そこには、32℃の温水が湧く温泉がある。[21]
- ドイツのアーヘンは、ヨーロッパ大陸で最も熱い温泉があり、水温が74℃に達する 。
- チベットのラサから北約87kmの羊八井鎮（英語版）には、広さが数平方キロメートルある熱水泉がある。 高度約4290から4500メートルに位置し、地球上で最も標高の高い熱水泉であろう。
- 台湾は 温泉、冷泉、泥泉、海底温泉など多種多様の温泉があり、世界トップクラスの温泉数の一地域にランクされている。
- ギリシャのイカリア島では、紀元前4世紀からラジウム温泉が利用されている。
- グリーンランド付近には数多くの温泉がある。ディスコ島はグリーランド全域のわずか0.4％であるが、2000以上の温泉がある 。
- アイスランドのグリンダヴィークにはヨーロッパで最も流量が多い熱水泉であるデイルダル、ブルーラグーンなど多くの有名な熱水泉がある。 デイルダルの温水（97°C）が近隣の町まで数マイルパイプで運ばれている。
- 日本の北海道、知床国立公園内には、アイヌ語で"神の川"というカムイワッカ湯の滝がある。
- ノルウェーのスピッツベルゲン島にある温泉は北緯80度で地球で最も北にある温泉である。
- イギリスには温泉は数多くあるが 、バースの温泉ではイギリスで最も高い温度の温水がわき出している。
- 南極のデセプション島には温泉がある。
- ロシアの極東連邦管区、カムチャツカ半島（カムチャツカ）[22]
- アメリカ合衆国アーカンソー州ホットスプリングスのホットスプリングス国立公園には47の温泉がある。
- ハンガリー共和国のヘーヴィーズ湖は 、世界で二番目に大きい温泉湖である。冬は 23〜25°Cと夏は33〜36°Cの間で水温が変動する。
- カナダのユーコン準州にタキニ温泉（英語版）がある。温水の温度は47℃前後である。

## 関連項目

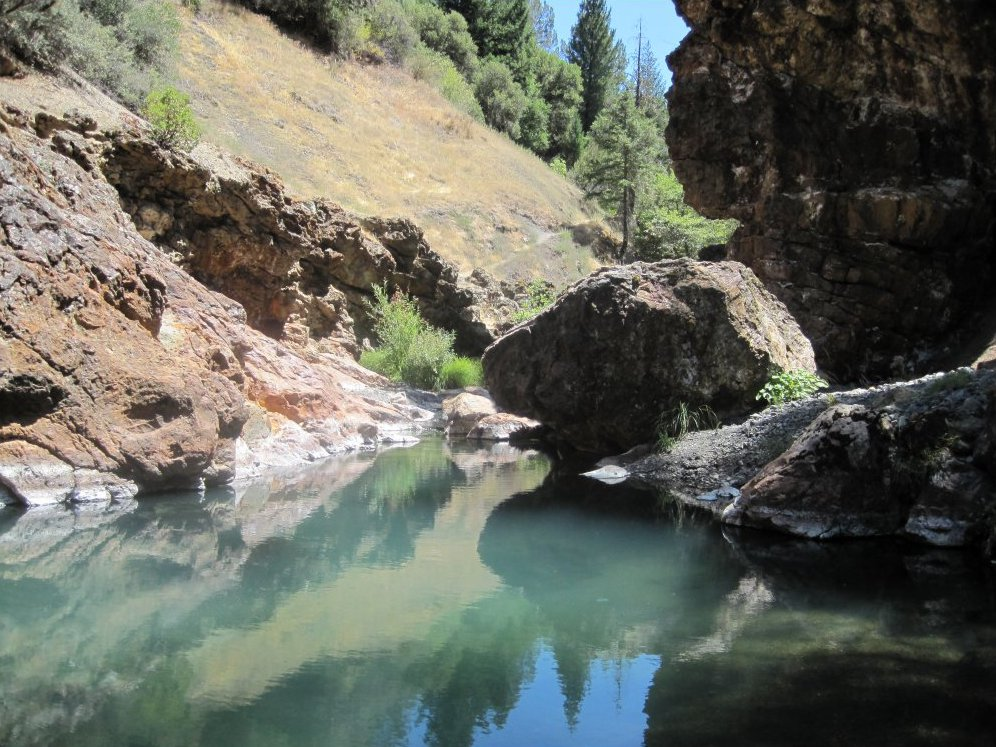
カルフォルニア州のCrabtree Hot Springs

## 引用文献
1. ↑  Miriam-Webster Online dictionary definition of hot spring
2. ↑  American Heritage dictionary, fourth edition (2000) definition of hot spring
3. ↑  Infoplease definition of hot spring
4. ↑  Random House Unabridged Dictionary, © Random House, Inc. 2006. definition of hot spring
5. ↑  Wordnet 2.0 definition of hot spring
6. ↑  Ultralingua Online Dictionary definition of hot spring
7. ↑  Rhymezone definition of hot spring
8. ↑  Lookwayup definition of hot spring
9. ↑  US NOAA Geophysical Data Center definition
10. ↑  John W. Lund, James C. Witcher (December 2002). “Truth or Consequences, New Mexico- A Spa City” (PDF). GHC Bulletin 23 (4).
11. ↑  Desert Springs of Great Australian Arterial Basin, W. F. Ponder, Conference Proceedings. Spring-fed Wetlands: Important Scientific and Cultural Resources of the Intermountain Region, 2002.
12. ↑  Madigan MT, Martino JM (2006). Brock Biology of Microorganisms (11th ed.). Pearson. pp. 136. ISBN 0-13-196893-9
13. ↑  Naegleria - eMedicine
14. ↑  Shinji Izumiyama, Kenji Yagita, Reiko Furushima-Shimogawara, Tokiko Asakura, Tatsuya Karasudani, Takuro Endo (July 2003). “Occurrence and Distribution of Naegleria Species in Thermal Waters in Japan”. J Eukaryot Microbiol 50:  514–5. doi:10.1111/j.1550-7408.2003.tb00614.x. PMID 14736147.
15. ↑  Yasuo Sugita, Teruhiko Fujii, Itsurou Hayashi, Takachika Aoki, Toshirou Yokoyama, Minoru Morimatsu, Toshihide Fukuma, Yoshiaki Takamiya (May 1999). “Primary amebic meningoencephalitis due to Naegleria fowleri: An autopsy case in Japan”. Pathology International 49 (5):  468–70. doi:10.1046/j.1440-1827.1999.00893.x. PMID 10417693.
16. ↑  Southern New Mexico web site article about some local hot springs, including a warning about Naegleria fowler
17. ↑  CDC description of acanthamoeba
18. ↑  Miyamoto H, Jitsurong S, Shiota R, Maruta K, Yoshida S, Yabuuchi E (1997). “Molecular determination of infection source of a sporadic Legionella pneumonia case associated with a hot spring bath”. Microbiol. Immunol. 41 (3):  197–202. PMID 9130230.
19. ↑  Eiko Yabauuchi, Kunio Agata (2004). “An outbreak of legionellosis in a new facility of hot spring Bath in Hiuga City”. Kansenshogaku zasshi 78 (2):  90–8. ISSN 0387-5911. PMID 15103899.
20. ↑  Häring M, Rachel R, Peng X, Garrett RA, Prangishvili D (August 2005). “Viral diversity in hot springs of Pozzuoli, Italy, and characterization of a unique archaeal virus, Acidianus bottle-shaped virus, from a new family, the Ampullaviridae”. J. Virol. 79 (15):  9904–11. doi:10.1128/JVI.79.15.9904-9911.2005. PMC 1181580. PMID 16014951.
21. ↑  Spa: Belgium's healthy-living retreat, Gareth Bourne and Sarah Hajibagheri, The Independent, November 3, 2006
22. ↑  Tourist wash in one of hot spings Kamchatka

## 関連書籍
- Marjorie Gersh-Young (2011). Hot Springs and Hot Pools of the Southwest: Jayson Loam's Original Guide. Aqua Thermal Access. ISBN 1-890880-07-8
- Marjorie Gersh-Young (2008). Hot Springs & Hot Pools Of The Northwest. Aqua Thermal Access. ISBN 1-890880-08-6
- G. J Woodsworth (1999). Hot springs of Western Canada: a complete guide. West Vancouver: Gordon Soules. ISBN 0-919574-03-3
- Clay Thompson (1-12-03). “Tonopah: It's Water Under The Bush”. Arizona Republic. p. B12 {{cite news}}: |date=の日付が不正です。 (説明)⚠